# Młodzianów (województwo dolnośląskie)
Młodzianów – wieś w Polsce położona w województwie dolnośląskim, w powiecie milickim, w gminie Milicz.

## Podział administracyjny
W latach 1975–1998 miejscowość administracyjnie należała do województwa wrocławskiego.

## Architektura
Wieś posiada unikatowy układ ruralistyczny. W północnej części miejscowości zlokalizowany jest folwark na rzucie kwadratu (koniec XIX wieku), do którego dobudowano symetrycznie umieszczonych dziewięć par gospodarstw rolnych z roku 1905 (budynki mieszkalno-gospodarczo-składowe). W centrum folwarku umieszczono dom zarządcy. Obecnie część budynków jest w ruinie lub złym stanie technicznym. Dobudowano też jeden budynek poza układem. Wieś pozostaje obszarem ścisłej ochrony konserwatorskiej ze względu na unikatowość założenia.

## Przypisy

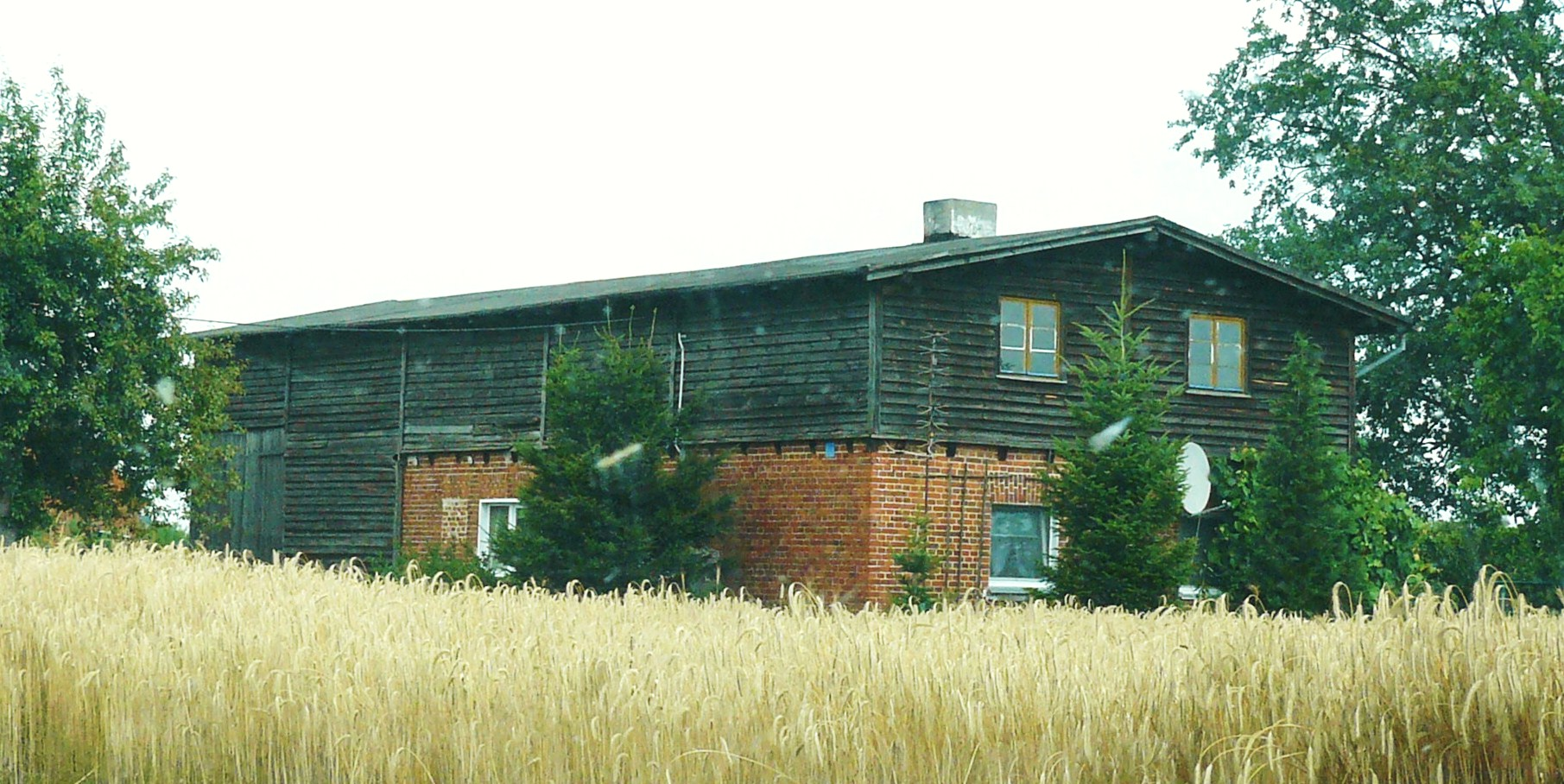
Jedno z symetrycznych gospodarstw